# Xã Falling Spring, Quận Oregon, Missouri
Xã Falling Spring (tiếng Anh: Falling Spring Township) là một xã thuộc quận Oregon, tiểu bang Missouri, Hoa Kỳ. Năm 2010, dân số của xã này là 31 người.